# Dekemhare
Dekemhare (Tigrinya ደቀምሓረ, arabisch دقمحري) ist eine Stadt in Eritrea mit etwa 32.000 Einwohnern (Stand 2004). Sie hat eine Fläche von 10 km² und liegt etwa 38 km südlich der Hauptstadt Asmara, in der Region Debub. Die Bewohner gehören den Ethnien der Tigre, Tigrinya und Saho an und sind teilweise Muslime und teilweise Christen.
Die Stadt liegt auf 2050 m und hat daher ein für die Region moderates Klima mit einem jährlichen Niederschlag von 570 mm. Wegen dieses Klimas, das sich gut für den Obst- und Weinanbau eignet, ist Dekemhare von den Italienern während der Kolonialzeit ab 1920 gezielt zu einem Zentrum der Lebensmittelindustrie ausgebaut worden. Dieses Zentrum ist es noch heute.
Seit den 1990er Jahren verfolgt Dekemhare eine gezielte Ansiedlungspolitik für Industrieunternehmen, so dass die Stadt heute eine bedeutende Industriestadt ist. Unter anderem produziert das eritreische Unternehmen Tesimadas dort Busse, Transport-, Reinigungs- und Müllwagen.
In der Endphase des Unabhängigkeitskrieges Eritreas von Äthiopien begann am 19. Mai 1991 in Dekemhare die letztlich kriegsentscheidende Umkesselungsoperation der heutigen Hauptstadt. Dabei wurde Dekemhare stark in Mitleidenschaft gezogen.

## Söhne- und Töchter der Stadt
- Joe Castellano (* 1937), US-amerikanischer Mediziner und Autorennfahrer
- Zeudi Araya (* 1951),  eritreische Schauspielerin und Schönheitskönigin, die vor allem in Italien arbeitete